# خشم بالا
خَشَم بالا (لایزنگان)، بخشی از روستای لایزنگان (مرکز دهستان کوهستان) از توابع بخش رستاق شهرستان داراب در استان فارس ایران است.

## تقسیمات
این محل قسمت بالایی روستای لایزنگان است که در 76 کیلومتری شرق شهرستان داراب قرار دارد و لایزنگان مرکز دهستان کوهستان می‌باشد و قسمت دیگر این روستا خَشَم پایین (خَشَم سفلی) است و قسمت دیگری نیز به نام خَشَم میان وجود دارد که نام معروف فعلی آن معدنگاه است.

## جمعیت
جمعیت روستای لایزنگان در سرشماری سال 1385 حدود 426 نفر شمارش شده است.

## قدمت
این روستا بنا بر برخی تخمین‌ها حدود 2700 سال قدمت دارد. در قبرستان جدید لایزنگان قبری وجود دارد که 350 سال قدمت داشته و متعلق به شخصی به نام برخوردار است. خشم میان نیز طبق برخی تخمین‌ها حدود 800 سال قدمت دارد.
بنا بر این تخمین قدمت این روستا به یکی از دو احتمال زیر است:
یکی از احتمالات این است که: مردم لایزنگان نواده‌های گروهی از اقوام آریایی پارس یا ماد هستند که در قرن‌های نخست هزاره‌ی اول قبل از میلاد مسیح به این سرزمین آمده و در امتداد زاگرس به مهاجرت خود ادامه داده‌اند که تا کنون نیز با دیگر گروههای نژادی مانند ترک‌زبانها و عرب‌ها درنیامیخته‌اند .
احتمال دیگر که چندان از واقعیت دور نیست این است که: اجداد این مردم طی یک کوچ اجباری و به حالت تبعید، توسط قدرت‌های سیاسی تاریخ سده‌های میانی ایران دوره اسلامی یا در جریان کشمکش های داخلی خاندان زند یا در جریان شکست زندیه از آقامحمدخان قاجار و فرار لطفعلی خان زند و همراهان به طرف کرمان ، از دیگر اقوام خود جدا شده و به محل کنونی لایزنگان آمده باشند. ویژگی گویش لری منحصر به فرد مردم این منطقه شاهد خوبی بر این فرضیه می‌تواند باشد.
این امکان نیز وجود دارد که هر دوی این فرضیات درست باشند و مردم بعدی جایگزین مردمانی پیش از آن باشند که یا این منطقه را ترک کرده، یا منقرض شده یا در فرهنگ قوی‌تر قوم مهاجر جذب شده باشند.
به هر حال گذشتگان این مردم از هر کجا که آمده باشند ، مردم کنونی با ویژگی منحصر به فرد گویش لری، فعال و سرزنده به زندگی خود ادامه می دهند.

## محصولات و تولیدات
از محصولات این منطقه، میتوان گل محمدی (و بالطبع گلاب) انار، انجیر، انگور، بادام و گردو را نام برد. همچنین بافت قالی، گلیم و جاجیم از صنایع قابل اعتنای اینجا به حساب می‌آید.

## رانش زمین
در سال ۱۳۷۱ هش، بر اثر بارش زیاد باران در منطقه خَشَم بالا رانش زمین رخ داد که باعث کوچ ساکنین این محل به معدنگاه و خشم پایین می‌شود و برای باقی ساکنین نیز شهرکی به نام شهرک لایزنگان (شهرک ولی‌عصر کنونی) با کمک دولت ساخته می‌شود که در تقاطع جاده کوهستان و داراب به بندرعباس قرار دارد.